# Johny Schleck
Pour les articles homonymes, voir Schleck.
Johny Schleck, né le 22 novembre 1942 à Assel, est un ancien coureur cycliste luxembourgeois, professionnel de 1965 à 1974. 
Il a été l’équipier de Jan Janssen, Luis Ocaña, et de Walter Godefroot. Il est double champion du Luxembourg en 1965 et 1973 et s’est classé 6 fois parmi les 50 premiers du Tour de France sur ses 7 participations.
Il est le père de Fränk et Andy Schleck, tous deux coureurs cyclistes professionnels. 

## Palmarès

### Palmarès amateur
- 1963
  - Flèche du Sud
- 1964
  - 2e et 8e étapes du Tour d'Autriche
  - 2e étape du Tour de l'Avenir
  - 2e du Tour d'Autriche

### Palmarès professionnel
- 1965
  -  Champion du Luxembourg sur route
  - 9e de Paris-Luxembourg
- 1966
  - 2e du championnat du Luxembourg sur route
- 1967
  - 3e étape du Tour de l'Oise
  - 4e étape du Tour de Luxembourg
  - 2e du championnat du Luxembourg sur route
- 1968
  - 2e du championnat du Luxembourg sur route
- 1970
  - 12e étape du Tour d'Espagne
  - 2e du Tour d'Indre-et-Loire
- 1971
  - 10e du Tour de la Nouvelle-France
- 1973
  -  Champion du Luxembourg sur route

## Résultats sur les grands tours

### Tour de France
8 participations 
- 1965 : 52e
- 1966 : 35e
- 1967 : 20e
- 1968 : abandon (12e étape)
- 1970 : 19e
- 1971 : 22e
- 1972 : 30e
- 1973 : 32e

### Tour d'Espagne
8 participations
- 1967 : 40e
- 1968 : 26e
- 1969 : 35e
- 1970 : 26e, vainqueur de la 12e étape
- 1971 : abandon (16e étape)
- 1972 : 26e
- 1973 : 34e
- 1974 : abandon (15e étape)